# バンベルガ (小惑星)
バンベルガ (324 Bamberga) は小惑星帯の中で16番目に大きい天体である。1892年2月25日にヨハン・パリサによってウィーンで発見され、200kmを超える小惑星として最後の発見になった。地球近傍小惑星のエロスを除いて、双眼鏡で見える小惑星としても最後に発見されたものとなった。ドイツの都市、バンベルクから名づけられた。
離心率が高いことから、視等級が大きく変わる。大接近時（近日点の付近で衝になった時）は+8.0等級に達し、その明るさは土星の衛星タイタンにも匹敵する。このような位置で見られるのは22年ごとで、前回は2013年、次回は2035年である。近日点距離に来た時のバンベルガはC型小惑星の中では最も明るく、2番目に明るいヒギエアの+9.1よりも、およそ1等級明るい。大接近時のバンベルガは、+9.5等級よりも明るい小惑星の中では最も地球に近い位置にあり、その距離は0.78天文単位である。例えばイリスは裸眼で見える距離になっても0.85天文単位までしか近寄らず、ベスタにしても1.13天文単位までである。
バンベルガは小惑星帯の中で10番目に明るい天体であり、バンベルガより明るい天体の明るさの順番はベスタ、パラス、ケレス、イリス、ヘーベ、ジュノー、メルポメネ、エウノミア、フローラとなっている。ただし冥王星の1.36倍と離心率が非常に大きいため、大接近時以外は他の小惑星の方が明るく見えることもある。
また、大きな小惑星としては自転周期が非常に長く、C型小惑星とP型小惑星の中間の特徴を持つとされる。
1987年12月7日-8日に中国から日本、アメリカにかけて掩蔽が観測され、直径が228kmと測定された。その後、2007年4月20日にはオーストラリアで掩蔽が観測された。
これらの結果や測光観測などから、バンベルガの自転軸の方向は黄経λ=332±48°、黄緯-64±22°の逆行であることが判明した 。